# Doppelgänger
Doppelgänger je debitantski studijski album britanskog rock-sastava Curve. Diskografska kuća Anxious Records objavila ga je 9. ožujka 1992. u Ujedinjenom Kraljevstvu, a dan poslije Anxious i Charisma Records objavile su ga u Sjedinjenim Državama.

## O albumu
Sastav je počeo snimati album u srpnju 1991., dva mjeseca nakon objave svojeg drugog EP-a Frozen. Snimanje se odvijalo u londonskim studijima Todal i Eastcote i trajalo je do listopada 1991.
„Gust i agresivan” zvuk albuma stvaraju „gitare koje se okreću i sintesajzeri s vrlo inovativno programiranim bubnjarskim dionicama, žestoki ritmovi bas-gitare i sladak, a opet oštar glas” pjevačice Toni Halliday, koju je nekoliko recenzenata usporedilo sa Sinéad O'Connor.

## Objava i nasljeđe
Objavi albuma prethodila je objava singla „Faît Accompli”, koji je dosegao 22. mjesto na britanskoj ljestvici singlova, što je najviše mjesto koje je Curve zauzeo na toj ljestvici u svojoj karijeri. Za taj je singl snimljen i glazbeni spot. Sam je album objavljen 9. ožujka 1992. u Ujedinjenom Kraljevstvu i ostatku Europe, a dan poslije u Sjedinjenim Američkim Državama.
Godine 1999. časopis Q uvrstio je uradak na popis najboljih albuma gotičke glazbe izjavivši: „Gromoglasan i suptilno melodičan debitantski album nadglasao je kritičare i, premda se to dogodilo više od dvije godine poslije, [sastav] Garbage, koji je prodao više milijuna primjeraka [svojih albuma], svakako je nešto naučio.” Godine 2013. uradak se pojavio na PopMattersovu popisu 10 najvažnijih shoegaze-albuma osim albuma Loveless sastava My Bloody Valentine. Tri godine poslije Pitchfork ga je postavio na 40. mjesto popisa 50 najboljih shoegaze-albuma svih vremena.

## Popis pjesama
Tekstovi i glazba: Toni Halliday i Dean Garcia. 
| 1.    | »Already Yours«           | 3:55 |
| 2.    | »Horror Head«             | 3:41 |
| 3.    | »Wish You Dead«           | 3:31 |
| 4.    | »Doppelgänger«            | 4:28 |
| 5.    | »Lillies Dying«           | 4:24 |
| 6.    | »Ice That Melts the Tips« | 4:30 |
| 7.    | »Split into Fractions«    | 4:33 |
| 8.    | »Think and Act«           | 5:15 |
| 9.    | »Faît Accompli«           | 4:38 |
| 10.   | »Sandpit«                 | 3:26 |
| 42:21 |                           |      |

| Dodatna pjesma na američkom izdanju | Dodatna pjesma na američkom izdanju | Dodatna pjesma na američkom izdanju | Dodatna pjesma na američkom izdanju | Dodatna pjesma na američkom izdanju | Dodatna pjesma na američkom izdanju | Dodatna pjesma na američkom izdanju | Dodatna pjesma na američkom izdanju | Dodatna pjesma na američkom izdanju | Dodatna pjesma na američkom izdanju |
| Br.                                 | Skladba                             | Trajanje                            |                                     |                                     |                                     |                                     |                                     |                                     |                                     |
| ----------------------------------- | ----------------------------------- | ----------------------------------- | ----------------------------------- | ----------------------------------- | ----------------------------------- | ----------------------------------- | ----------------------------------- | ----------------------------------- | ----------------------------------- |
| 11.                                 | »Clipped«                           | 3:50                                |                                     |                                     |                                     |                                     |                                     |                                     |                                     |
| 46:11                               |                                     |                                     |                                     |                                     |                                     |                                     |                                     |                                     |                                     |

## Recenzije
| Recenzije     | Recenzije |
| Izvor         | Ocjena    |
| ------------- | --------- |
| AllMusic      | [ 6 ]     |
| NME           | 7/10      |
| Q             | [ 7 ]     |
| Rolling Stone | [ 8 ]     |
| Select        | [ 14 ]    |
| Sputnikmusic  | 4,5/5     |
| Vox           | 6/10      |

Dobio je uglavnom pozitivne kritike. U osvrtu za AllMusic Paul Simpson dao mu je četiri i pol zvjezdice od njih pet proglasivši ga „najintenzivnijim i najvažnijim uratkom” skupine i izjavivši da je riječ o „jednom od najboljih albuma alternativne glazbe iz ranih devedesetih”. Simon Williams dao mu je sedam i pol boda od njih deset u recenziji za New Musical Express istaknuvši: „[K]ad neki sastav snimi tri iznimno poštovana EP-a i pokuša prevesti groznicu singlova u strast albuma, podbaci i naglavačke se otkotrlja niz brdo kritike. Curve ima sreće jer ga krasi odrješit stil kojim može izigrati grozna obilježja albuma.”
U recenziji za časopis Q David Cavanagh dao mu je četiri zvjezdice od njih pet spomenuvši da je glas Toni Halliday „nevjerojatno senzualan i privlačan te zvuči kao lijepa strana zlobe”, a da pjesme sastava „odmah izazivaju ovisnost svojom melodičnom intenzivnošću”. Rolling Stone dao mu je jednaku ocjenu uz komentar da je album poput „nejasne noćne more iz koje se budite plešući”.
Steve Malins dao mu je šest bodova od njih deset u recenziji za Vox; premda je izjavio da skupina ima „smisla za atmosferu” i „odličan zvuk”, istaknuo je da joj „nedostaje melodije i raznolikosti”. U manje naklonjenoj recenziji za časopis Select Graham Linehan dao mu je dvije zvjezdice od njih pet istaknuvši da je skupina „nekoć djelovala inovativno”, ali da se „nažalost svela na formule” te da je većina albuma „posve lišena osjećaja”.

## Zasluge
| Curve - Toni Halliday – vokal, produkcija, tonska obrada - Dean Garcia – bas-gitara, gitara, klavijatura, programiranje bubnjeva, produkcija, tonska obrada Dodatni glazbenici - Debbie Smith – gitara - Alex Mitchell – gitara - Alan Moulder – gitara, miksanje - Steve Monti – bubnjevi | Ostalo osoblje - Flood – produkcija, tonska obrada - Darren Allison – pomoć pri miksanju - Ingo Vauk – tonska obrada - Charles „Giles” Steel – pomoć pri tonskoj obradi - Denis Blackham – mastering - Flat Earth – dizajn, fotografija |

## Ljestvice
| Ljestvica                                   | Najviša pozicija |
| ------------------------------------------- | ---------------- |
| Australija                                  | 136.             |
| European Top 100 Albums                     | 35.              |
| SAD (Top Heatseekers)                       | 18.              |
| Ujedinjeno Kraljevstvo                      | 11.              |
| Ujedinjeno Kraljevstvo (Independent Albums) | 2.               |